# Strada statale 647 Fondo Valle del Biferno
La strada statale 647 Fondo Valle del Biferno (SS 647), chiamata comunemente Bifernina, è una delle strade statali principali del Molise. Si presenta a una corsia per senso di marcia e priva di gallerie ed intersezioni a raso ad eccezione di qualche accesso privato, che causa l'abbassamento dei limiti di velocità.
È lunga 75,250 km e collega la strada statale 17 dell'Appennino Abruzzese e Appulo Sannitico all'altezza di Bojano con la strada statale 87 Sannitica all'altezza della zona industriale di Termoli (ma nell'agro del comune di Portocannone).
Il tratto più affascinante di questa strada è rappresentato dalla diga del Liscione, costruita sul fiume Biferno nel 1972 al fine di creare un bacino artificiale che prende il nome di lago di Guardialfiera o di Liscione; si tratta di un invaso che si sviluppa essenzialmente lungo l'asse SO-NE. La strada lo sovrasta nel tratto iniziale e finale mediante due viadotti di 3,6 e 4,9 chilometri, e lo costeggia invece nel tratto centrale.
Il limite di velocità, nella maggior parte del suo percorso, è di 80 km/h, tranne nel tratto sui Viadotto del Liscione cui limite è 50 km/h

## Percorso
| Fondo Valle del Biferno |                                                                                               |      |           |
| Tipologia               | Indicazione                                                                                   | km   | Provincia |
|                         | dell'Appennino Abruzzese e Appulo Sannitico - Bojano Isernia - Campitello Matese - Campobasso | 0,0  | CB        |
|                         | Colle d'Anchise                                                                               | 3,6  | CB        |
|                         | Fondo Valle del Biferno Campobasso - Benevento                                                | 4,2  | CB        |
|                         | Baranello                                                                                     | 8,4  | CB        |
|                         | Busso                                                                                         | 10,8 | CB        |
|                         | Frosolone SP 42 - Z.I. Fresilia - Torella del Sannio - Duronia - Molise                       | 12,4 | CB        |
|                         | Casalciprano Roccaspromonte                                                                   | 15,2 | CB        |
|                         | ex Molesana - Castropignano SP 41 - Campobasso - Oratino - Torella del Sannio                 | 18,2 | CB        |
|                         | - Campobasso                                                                                  | 18,7 | CB        |
|                         | Area di servizio                                                                              | 20,1 | CB        |
|                         | - Fossalto Z.I. P.I.P. Cerreto - Torella del Sannio - Pietracupa - Salcito                    | 22,6 | CB        |
|                         | Fondo Valle del Biferno - Campobasso Foggia                                                   | 27,2 | CB        |
|                         | Limosano - Montagano                                                                          | 27,3 | CB        |
|                         | Limosano - Montagano San Biase - Sant'Angelo Limosano                                         | -    | CB        |
|                         | Area di servizio                                                                              | 34,2 | CB        |
|                         | della Valle del Biferno - Lucito Petrella Tifernina - Castellino del Biferno - Castelmauro    | 37,9 | CB        |
|                         | Area di servizio                                                                              | 40,8 | CB        |
|                         | Castelbottaccio                                                                               | 40,9 | CB        |
|                         | - Morrone del Sannio Ripabottoni                                                              | 43,1 | CB        |
|                         | Area di servizio                                                                              | 47,0 | CB        |
|                         | - Lupara - Casacalenda Bonefro - Sant'Elia a Pianisi - Colletorto                             | 47,6 | CB        |
|                         | SP 73 dir/2 - Guardialfiera                                                                   | 52,6 | CB        |
|                         | Lago di Guardialfiera                                                                         | 53,8 | CB        |
|                         | - Palata Mafalda - San Felice del Molise - Acquaviva Collecroce                               | 55,7 | CB        |
|                         | Diga del Liscione                                                                             | 60,8 | CB        |
|                         | - Montenero di Bisaccia - Larino SP150 - Montecilfone - Acquaviva Collecroce                  | 62,8 | CB        |
|                         | Larino                                                                                        | 66,4 | CB        |
|                         | Larino                                                                                        | 68,5 | CB        |
|                         | - San Martino in Pensilis Ururi                                                               | 71,3 | CB        |
|                         | - Guglionesi Montecilfone                                                                     | 72,0 | CB        |
|                         | Area di servizio                                                                              | 73,0 | CB        |
|                         | Zona industriale                                                                              | 74,1 | CB        |
|                         | Sannitica - Termoli BO-TA - Adriatica - Campomarino                                           | 75,3 | CB        |

## Storia
Costruita dalla Cassa del Mezzogiorno, con il decreto del Ministro dei lavori pubblici n. 665 del 1º dicembre 1989 venne classificata come strada statale mutuando parte del percorso dalla strada a scorrimento veloce Fondo Valle del Biferno con i seguenti capisaldi di itinerario: "Innesto strada statale n. 17 allo svincolo di Boiano - svincolo
per Castropignano - svincolo per Lucito - svincolo per Larino - Innesto strada statale n. 87 presso la Stazione F.S. di Guglionesi".
Nel 1996, all'altezza del chilometro 26, essa è stata segnata da un'alluvione che ha distrutto 2 ponti, i quali sono stati poi ricostruiti in 7 anni. In precedenza, al chilometro 43, un incidente danneggiò in maniera grave un ponte, chiuso dal 1991 al 1997.

## Diramazioni della SS 647

### Strada statale 647 dir/A Fondo Valle del Biferno
La strada statale 647 dir/A Fondo Valle del Biferno (SS 647 dir/A) è una strada statale italiana che collega il tratto in comune della strada statale 17 dell'Appennino Abruzzese e Appulo Sannitico e della strada statale 87 Sannitica nella località S.Maria delle Macchie di Vinchiaturo con la SS 647 stessa nella località di Campo Aperto, nel comune di Colle d'Anchise. Per chi proviene dal tratto SS 17-SS 87, il raccordo permette allo svincolo di Campo Aperto di proseguire solo in direzione Termoli.
Costruita dalla Cassa del Mezzogiorno, con il decreto del Ministro dei lavori pubblici n. 665 del 1º dicembre 1989 venne classificata come strada statale mutuando parte del percorso dalla strada a scorrimento veloce Fondo Valle del Biferno con i seguenti capisaldi di itinerario: "Svincolo strada statale n. 17 presso S. Maria delle Macchie - svincolo strada statale n. 647 presso Campo Aperto".

### Raccordo SS 711-SS 751
Dal 2014 è attivo nella sua integralità un secondo raccordo tra il capoluogo di regione e la Bifernina. È composto dalla SS 711 Tangenziale Ovest di Campobasso, lunga 2,2 chilometri partendo dalla SS 710, e dalla SS 751 Fondo Valle Rivolo, lunga 8,2, e termina all'altezza di Castropignano.

### Strada statale 647 dir/B Fondo Valle del Biferno
La strada statale 647 dir/B Fondo Valle del Biferno (SS 647 dir/B), anche nota come diramazione Ingotte, è una strada statale italiana che collega Campobasso, e più precisamente la strada statale 87 Sannitica nella zona industriale del capoluogo molisano, con la stessa SS 647 nei pressi di Vicenna, nel comune di Montagano.
Costruita dalla Cassa del Mezzogiorno, con il decreto del Ministro dei lavori pubblici n. 665 del 1º dicembre 1989 venne classificata come strada statale mutuando parte del percorso dalla strada a scorrimento veloce Fondo Valle del Biferno (strada Ingotte) con i seguenti capisaldi di itinerario: "Innesto strada statale n. 647 allo svincolo di Montagano - Innesto strada statale n. 87 presso la Stazione F.S. di Ripalimosani".
La diramazione è stata segnata dell'abbattimento del viadotto Ingotte, fatto esplodere nel 1998 per motivi di sicurezza, e poi ricostruito e aperto al traffico nel 2012 in due tronconi.
La progressiva chilometrica attualmente presente sull'arteria va dal km 12,300 al km 4,150, in direzione opposta a quella dei capisaldi attuali; i primi 4,150 km sono ormai stati declassati e fanno parte del centro abitato.

#### Percorso
| Fondo Valle del Biferno |                                                            |      |           |
| Tipologia               | Indicazione                                                | km   | Provincia |
|                         | Sannitica - Campobasso Larino - Ripalimosani               | 4,1  | CB        |
|                         | SC Taverna del Colle                                       | 4,6  | CB        |
|                         | SC Colle Infante Z.I. Pesco Farnese                        | 4,6  | CB        |
|                         | Sannitica - Campobasso Benevento - Foggia                  | 5,1  | CB        |
|                         | SC Santa Lucia Ripalimosani                                | 7,0  | CB        |
|                         | SC C.da Palumbo                                            | 7,1  | CB        |
|                         | SC C.da Ingotte                                            | 9,1  | CB        |
|                         | SC C.da Covatta                                            | 11,4 | CB        |
|                         | Fondo Valle del Biferno - Bojano - Termoli Isernia - BO-TA | 12,3 | CB        |